# Добров, Матвей Алексеевич
Матвей Алексеевич Добров (27 января [8 февраля] 1877, Москва — 13 апреля 1958, Москва) — русский и советский художник, график, гравёр, иллюстратор, пейзажист, анималист и мастер офорта; педагог.

## Биография
Родился 27 января (8 февраля) 1877 года в Москве в семье Алексея Васильевича Доброва врача и благотворителя. Родители поощряли увлечение сына изобразительным искусством, они обучали его рисованию и купили пуд глины для занятий лепкой. Отец подарил иллюстрированную книгу Германа Кнакфуса о Рембрандте, которая очень впечатлила ребёнка.
Учился в 5-й московской гимназии, после чего в 1897 году поступил в Московский университет на физико-математический факультет. Проучившись два года в 1900 года Матвей бросил университет, для того, чтобы посещать частную художественную школу рисунка и живописи К. Ф. Юона и И. О. Дудина. В 1901 году стал студентом Московского училища живописи, ваяния и зодчества и закончил обучение рисунку в 1904 году, а обучение живописи в 1906 году. Преподавателями Доброва были К. А. Коровин, В. А. Серов, А. С. Степанов. В 1904 и 1906 годах Добров был награждён малыми серебряными медалями за рисунки и этюд. В 1909 году получил звание неклассного художника.
В 1906 году Добров отправился в путешествие по Европе и посетил Австрию, Германию, Италию, где ознакомился с направлением искусства модерн и освоил технику ксилографии. В 1908—1909 годах художник обучался в Париже технике офорта в мастерской Е. С. Кругликовой и в Академии Коларосси, слушал курс лекций по египтологии в Лувре. В Париже Матвей Добров выполнил свои первые станковые работы: «Памятник Вольтеру», «Айседора Дункан», «Фламинго», «Фонтан Карпо».
В 1910 году художник вернулся в Москву, где создал собственную мастерскую и продолжил изучать графические техники, используя резец, сухую иглу, акватинту, монотипию, классический травленый штрих, мягкий лак и прочие, а также экспериментировал с различными видами печатной графики. В Москве художник заново гравировал лучшие из офорты из созданных в Париже, кроме того создал новые гравюры, некоторые из которых были созданы по зарисовкам из Лувра — следи них «Египетская статуэтка» (1917), выполненная в технике меццо-тинто.
С 1911 года художник участвует в выставках Московского товарищества художников, галереи Лемерсье, а также выставках в Калуге, Екатеринодаре, Ярославле. Становится участником проекта «Искусство движения» и членом художественных сообществ: «Ассоциация художников-графиков при Доме печати», «Товарищество независимых», «Жар-цвет», «Маковец», «Ленинградское общество экслибрисистов», «Московский союз художников», «Московское товарищество художников», «Профессиональный союз художников-граверов», «Союз русских художников», стал одним из членов-учредителей и казначеем объединения художников «Московский Салон» (1911—1921). В 1930—1950-х годах участвует во всесоюзных и зарубежных экспозициях.
В конце 1910-х годов художник Добров делает первые работы по теме национального пейзажа. В 1919 году были созданы первые офорты из серии «Мотивы Подмосковья», над этой серией Матвеей Алексеевич будет работать до конца жизни. В 1920-е годы автор лишается офортного станка. В 1925 году художник тушью с использованием гусиного и тростникового перьев рисует серию рисунков, среди которых «Деревья у пруда. Алабино», "Дуб. Алабино. Также автор обращался к анималистке, среди работ в этом жанре серии «Птицы» (1911—1912), «Зебры» (1915), «Скачки» (1934—1937).
После Октябрьской революции Добров в своей московской мастерской давал частные уроки. Далее Добров преподавал в Государственной школе печатного дела при Первой Образцовой типографии, в Московском государственном университете на кафедре рисования, где преподавал будущим геологам, географам и ботаникам, в Московском полиграфическом институте. В 1934—1936 годах Добров возглавляет офортной студией имени И. И. Нивинского. В Один изу1935—1958 годах художник является руководителем мастерской офорта на графическом факультете Московского государственного художественного института имени В. И. Сурикова. В 1940 году Добров получает учёное звание профессора Московского государственного художественного института им. В. И. Сурикова.
На офортной студии им. И. И. Нивинского у художника появилась возможность создавать офорты большого размера, среди которых «Немцы покидают Калугу», «Рыболовы на Москве-реке», «Ремонт сельскохозяйственных орудий в колхозе», «Оленеводческий совхоз».
Женился на Лидии Ивановне Герье, с которой прожили сорок шесть лет. У Матвея Алексеевича и Лидии Ивановны родилась София. София Матвеевна жила в Калуге с 1932 года и отец навещал её в связи с чем появилась серия работ, посвященная Калуге: «Ока под Калугой», «Окраина Калуги», «Калужские мотивы», «Каменный мост в Калуге», «Берендяковка», «Освобождение Калуги».
Скоропостижно умер 13 апреля 1958 года после простуды. Похоронен на Ваганьковском кладбище.
Один из учеников Матвея Алексеевича из Московского государственного художественного института им. В. И. Суриков Геннадий Гладунов принимал участие в похоронах изготовил для могилы табличку с датами рождения и смерти по технологии офорта. Через 13 лет после смерти учителя, в память нём художник, с разрешения дочери Матвея Алексеевича взял его фамилию.
Работы художника хранятся в Государственном музее изобразительных искусств им. А. С. Пушкина, Государственной Третьяковской галерее, Государственном Русском музее, Калужском музее изобразительных искусств, а также в музеях Иркутска, Перми, Нукуса и частных коллекциях.
В 2014 году в Государственной Третьяковской галерее прошла выставка работ Матвея Доброва, включающая более 100 произведений изобразительного искусства, которые показывали различные техники, темы и сюжета автора. В 2017 году к 140-летию со дня рождения художника прошла выставка в Калужском музее изобразительных искусств.

## Оценка творчества
Историк искусства В. Я. Адарюков отзывался о творчестве Доброва следующим образом: «Во всех его работах, прежде всего, виден отличный рисовальщик и человек с большим вкусом. Офорты его сочны, смелы, в них чувствуется талантливый художник. По манере работы, по конструкции формы, свету и композиции М. А. Добров принадлежит к мастерам старой русской школы. Он совсем не оригинальничает, но это особенность русских художников: чем они грамотнее, чем сильнее в технике, тем менее они оригинальничают, составляя в этом отношении полную противоположность иностранцам».